# 1980-as cannes-i filmfesztivál
A 33. Cannes-i Nemzetközi Filmfesztivál 1980. május 9. és 23. között került megrendezésre, Kirk Douglas amerikai színész elnökletével. A hivatalos program versenyében 23 nagyjátékfilm és 12 rövidfilm vett részt, versenyen kívül pedig 9, míg az Un certain regard szekcióban 14 alkotást vetítettek. A párhuzamos rendezvények Kritikusok Hete szekciójában 7 filmet mutattak be, míg a Rendezők Kéthete elnevezésű szekció keretében 36 nagyjátékfilm és 16 kisfilm vetítésére került sor.

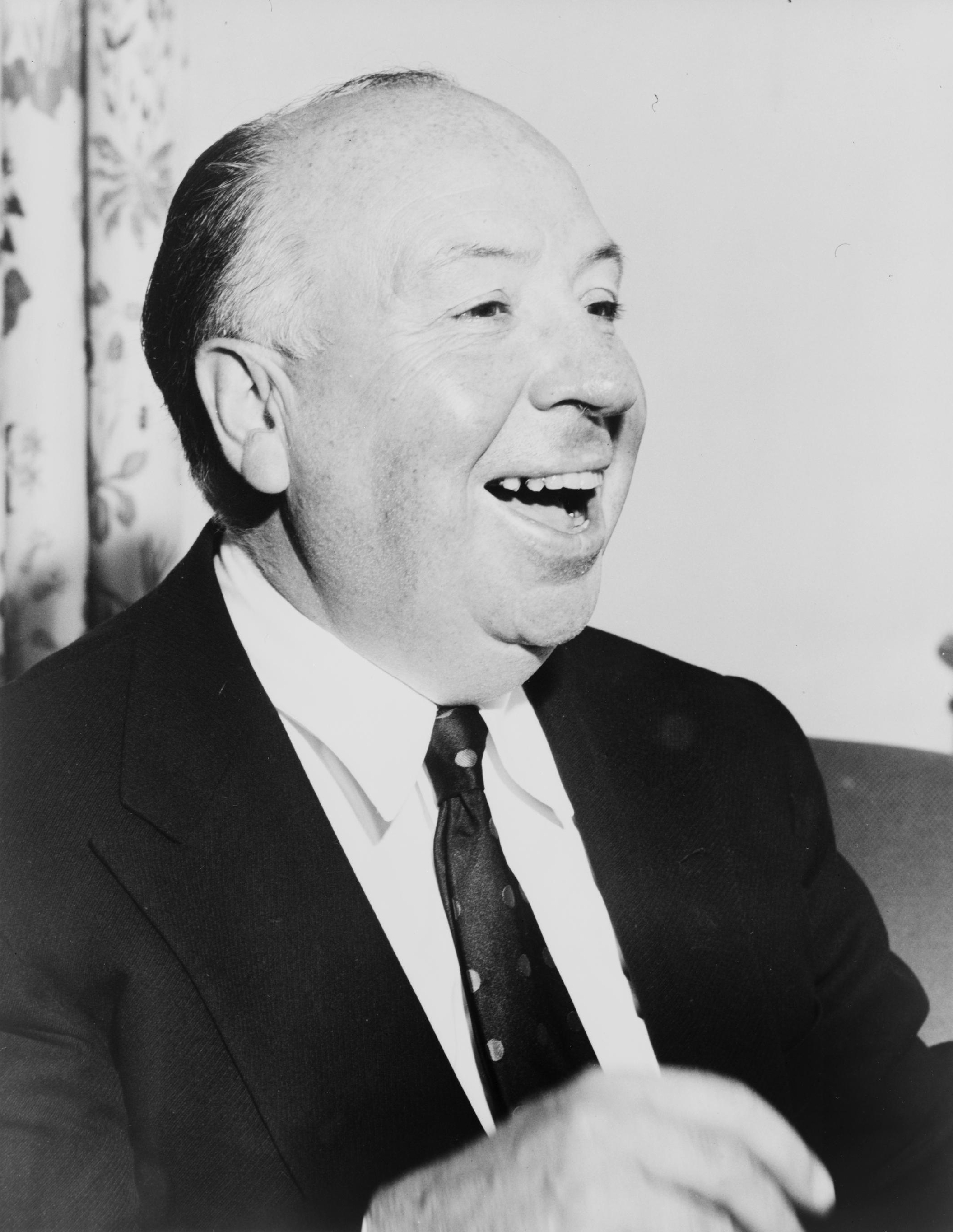
Hommage à Hitchcock

A filmes seregszemle hangulatára rányomta bélyegét, hogy a megnyitó előtt tíz nappal elhunyt Alfred Hitchcock. A megemlékezések irányítására a cannes-i fesztivált 1946-ban megnyitó, a rendezvényekre több alkalommal meghívott filmrendező személyes jó barátját, Grace Kelly monacói hercegnőt kérték fel. A szervezők egy – a fellelhető kópiákból sebtiben összevágott – kisfilmmel rótták le tiszteletüket, melyet Charlton Heston mutatott be, továbbá soron kívül műsorra tűzték a horror nagymesterének három régebbi játékfilmjét: 39 lépcsőfok, Szédülés, valamint A Paradine-ügy.
A fesztivál szervezői eredetileg Douglas Sirk német származású amerikai rendezőt szándékozták felkérni zsűrielnöknek, azonban egy félreértés miatt Kirk Douglas színésszel kezdtek egyeztetést – a tévedés végül is „jól sült el”, Douglas népszerűsége kisugárzott a rendezvény egészére.
A nyitófilm Gilles Carle Fantastica című alkotása volt, a meglepetésfilm pedig Andrej Tarkovszkij versenyen kívül vetített filmje, a Sztalker, amelynek bemutatását – mivel a szovjet hatóságok nem engedélyezték részvételét – a legnagyobb titokban szervezték meg; a filmtekercsekre Boris Vian botránykönyve, a Köpök a sírotokra címét írták. A vetítés megkezdésekor a szovjet küldöttség felháborodva hagyta el a termet és próbálta elérni a film műsorról való levételét.
A fesztivál külön érdekessége, hogy most először hívták meg a versenybe az addig csak a párhuzamos rendezvényen bemutatkozó újhullámos Jean-Luc Godard-t. A francia-svájci rendezőn kívül olyan nagy nevek szerepeltek a versenyben, mint a francia Maurice Pialat (Loulou), és Alain Resnais (Amerikai nagybácsim), a japán Kuroszava Akira (Az árnyéklovas), vagy az amerikai Bob Fosse (Mindhalálig zene), Hal Ashby (Isten hozta, Mister! ) és Samuel Fuller (A nagy vörös egyes).
A zsűri nehezen döntött a sok nagyesélyes film közül; ez az oka, hogy megosztva ítélték oda az Arany Pálmát két, témáját és stílusát tekintve nagyon különböző filmnek (Mindhalálig zene, valamint Az árnyéklovas), továbbá – „a pálmával egyenértékű” – külön nagydíjjal értékelte Alain Resnais Amerikai nagybácsim című alkotását, hogy európai film is részesüljön magas elismerésben. A legjobb színész díjra két nagy esélyes volt: Peter Sellers és Michel Piccoli – végül is ez utóbbi kapta meg az Ugrás a semmibe című olasz filmben nyújtott alakításáért. Ugyanezen alkotás női főszereplője, Anouk Aimée lett a legjobb színésznő. A nemzetközi kritikusok díját ugyancsak az Amerikai nagybácsim kapta, a legjobb elsőfilmesnek járó Arany Kamera díjat pedig a Kritikusok Hete keretében bemutatkozó Jean Pierre Denis, Histoire d’Adrien című filmje, melynek külön érdekessége, hogy az akkortájt újra „felfedezett” okcitán nyelven készült.
Kisebb botrány nélkül ezt az évet sem úszta meg a fesztivál: Federico Fellini nagy reklámmal beharangozott, versenyen kívül bemutatott A nők városa című filmjét mind a nézők, mind a kritikusok fanyalogva fogadták, sőt az egyik újság címlapon közölte a mester „művészi halálát”.
A legnépszerűbb filmcsillag 1980-ban ismét Isabelle Huppert volt, aki három alkotásban is szerepelt: Mészáros Márta: Az örökség, Jean-Luc Godard: Mentse, aki tudja [az életét]), valamint Maurice Pialat: Loulou. Sztárok sorát vonultatta fel Ettore Scola A terasz című filmdrámájában: Marcello Mastroianni, Vittorio Gassman, Stefania Sandrelli, Jean-Louis Trintignant, Ugo Tognazzi és Serge Reggiani; továbbá e film mellékszereplőjekén kapott elismerést Carla Gravina. Két filmben is játszott Gérard Depardieu (Amerikai nagybácsim, illetve Loulou), azonban a rendezvényeken nem jelent meg, mert összekülönbözött mindkét rendezővel… Isabelle Huppert oldalán volt látható Jacques Dutronc és Nathalie Baye Godard filmjében. Ott volt Cannes-ban Klaus Kinski és Georges Lucas (La femme enfant), Jessica Lange (Mindhalálig zene), Shirley MacLaine és Peter Sellers (Isten hozta, Mister!).
A versenyprogramban a magyar filmművészetet ez évben Mészáros Márta magyar-francia koprodukciós filmje, az Örökség képviselte, az Un certain regard szekcióban mutatkozott be Huszárik Zoltán Csontváryról forgatott filmjével. A rövidfilmek versenyében is szerepelt magyar alkotás: a Magyar képek 1., 3., Szórády Csaba rendezésében. A Rendezők Kéthete párhuzamos szekcióba hívták meg Rózsa János Vasárnapi szülők című filmdrámáját.
A fesztiválra kiküldött hivatalos magyar filmdelegáció tagjai voltak: Mészáros Márta, Huszárik Zoltán, Rózsa János filmrendezők, Monori Lili színésznő, Köllő Miklós stúdióvezető, Szabó B. István filmfőigazgató és Dósai István, a Hungarofilm igazgatója.
1980-tól a Rendezők Kéthete keretében nem mutattak be francia filmeket, azokat kizárólag a francia Filmrendezők Szövetsége által immár 7. alkalommal megrendezett Perspective du cinéma français (A francia film perspektívája) szekcióban játszották. A nagyfokú érdeklődés és a vetítőtermek hiánya miatt rendszeressé vált az éjfélkor kezdődő vetítés. A nem éppen erős mezőnyből megemlíthető Micheline Lanctôt filmje, a L'homme à tout faire, valamint Tony Garnett filmdrámája, A prostituált.

## Zsűri
- Kirk Douglas, színész – zsűrielnök –  Amerikai Egyesült Államok
- Albina du Boisrouvray, filmproducer –  Franciaország
- André Delvaux, filmrendező –  Belgium
- Charles Champlin, újságíró –  Amerikai Egyesült Államok
- Gian Luigi Rondi, újságíró –  Olaszország
- Ken Adam, díszlettervező –  Egyesült Királyság
- Leslie Caron, színésznő –  Franciaország
- Michael Spencer, filmrendező –  Kanada
- Robert Benayoun, újságíró –  Franciaország
- Veljko Bulajić, filmrendező –  Jugoszlávia

## Hivatalos válogatás

### Nagyjátékfilmek versenye
- All That Jazz (Mindhalálig zene)[4] – rendező: Bob Fosse
- Being There (Isten hozta, Mister!) – rendező: Hal Ashby
- 'Breaker' Morant („Betörő” Morant) – rendező: Bruce Beresford
- Bye Bye Brasil – rendező: Carlos Diegues
- Constans (Konstans) – rendező: Krzysztof Zanussi
- Ek Din Pratidin (És csöndesen telik a nap) – rendező: Mrinal Sen
- Fantastica – rendező: Gilles Carle
- Jaguar – rendező: Lino Brocka
- Kagemusa (Az árnyéklovas) – rendező: Kuroszava Akira
- Kaltgestellt – rendező: Bernhard Sinkel
- La dedicatoria – rendező: Jaime Chávarri
- La terrazza (A terasz) – rendező: Ettore Scola
- Loulou (A vagány) – rendező: Maurice Pialat
- Mon oncle d'Amérique (Amerikai nagybácsim) – rendező: Alain Resnais
- Out of the Blue (Búcsú a szomorúságtól) – rendező: Dennis Hopper
- Örökség – rendező: Mészáros Márta
- Poseban tretman (Különleges terápia) – rendező: Goran Paskaljevic
- Salto nel vuoto (Ugrás a semmibe) – rendező: Marco Bellocchio
- Sauve qui peut (la vie) ( Mentse, aki tudja (az életét)) – rendező: Jean-Luc Godard
- The Big Red One (A nagy vörös egyes) – rendező: Samuel Fuller
- The Long Riders (Jesse James balladája) – rendező: Walter Hill
- Le chaînon manquant[5] – rendező: Picha
- Une semaine de vacances (Egy hét vakáció) – rendező: Bertrand Tavernier

### Nagyjátékfilmek versenyen kívül
- Breaking Glass (Üvegtörők)[4] – rendező: Brian Gibson
- La Città delle donne (A nők városa) – rendező: Federico Fellini
- Le risque de vivre – rendező: Gérald Calderon
- Lightning Over Water (Villanás a víz felett) – rendező: Nicholas Ray és Wim Wenders
- Nezha nao hai – rendező: Yan Ding, Wang Shuchen és Xu Jingda
- Sono fotogenico (Fotogén vagyok) – rendező: Dino Risi
- Stalker (Sztalker) – rendező: Andrej Arszenyjevics Tarkovszkij
- SuperTotò – rendező: Brando Giordani és Emilio Ravel
- Téléphone public – rendező: Jean-Marie Périer

### Un Certain Regard
- Causa králík (Kölcsön vagy ajándék)[4] – rendező: Jaromil Jires
- Csontváry – rendező: Huszárik Zoltán
- Dani od snova – rendező: Vlatko Gilić
- Der Kandidat (A jelölt) – rendező: Volker Schlöndorff, Alexander Kluge, Stefan Aust és Alexander von Eschwege
- Der Willi-Busch-Report – rendező: Niklaus Schilling
- Interview de Mel Brooks: Mel Brooks réecrit l'histoire – rendező: Michel Parbot
- Kristoffers Hus – rendező: Lars Forsberg
- La femme enfant – rendező: Raphaële Billetdoux
- Maledetti vi amerò (Átkozottak, szeretlek benneteket!) – rendező: Marco Tullio Giordana
- Portrait d'un homme à 60% parfait: Billy Wilder – rendező: Annie Tresgot
- Sitting Ducks – rendező: Henry Jaglom
- Tcherike-ye Tara – rendező: Bahram Beizai
- The Gamekeeper – rendező: Ken Loach
- Wege in der Nacht (Utak az éjszakában) – rendező: Krzysztof Zanussi

### Rövidfilmek versenye
- Arrêt momentané – rendező: Marie-France Siegler
- Grandomanija – rendező: Nyikolaj Todorov
- Krychle – rendező: Zdenek Smetana
- La petite enfance du cinéma – rendező: Joël Farges
- Magyar képek 1., 3. – rendező: Szórády Csaba
- Rails – rendező: Manolo Otero
- Scheherazade – rendező: Susan Casey és Nancy Naschke
- Seaside Woman – rendező: Oscar Grillo
- Sky Dance – rendező: Faith Hubley
- The Beloved – rendező: Michel Bouchard
- The Performer – rendező: Norma Bailey
- Z górki – rendező: Marian Cholerek

## Párhuzamos rendezvények

### Kritikusok Hete
- Acteurs provinciaux (Vidéki színészek) – rendező: Agnieszka Holland
- Babylon – rendező: Franco Rosso
- Best boy – rendező: Ira Wohl
- Bildnis einer trinkerin (Egy iszákos nő portréja) – rendező: Ulrike Ottinger
- Dzsukjuszai no csizu – rendező: Janagimacsi Micuo
- Histoire d’Adrien – rendező: Jean-Pierre Denis
- Immacolata e Concetta, l'altra gelosia – rendező: Salvatore Piscicelli

### Rendezők Kéthete

#### Nagyjátékfilmek
- Afternoon Of War – rendező: Karl Francis
- Aziza – rendező: Abdellatif Ben Ammar
- Carny – rendező: Robert Kaylor
- Die Patriotin (A hazafi) – rendező: Alexander Kluge
- Die Reinheit des Herzens – rendező: Robert van Ackeren
- Gaijin – Os Caminhos da Liberdade – rendező: Jamaszaki Tizuka
- Gal Young Un – rendező: Victor Nuñez
- Hazal – rendező: Ali Özgentürk
- L'homme à tout faire – rendező: Micheline Lanctôt
- Manhã submersa (A hajnali ködök) – rendező: Lauro António
- Manoa – rendező: Solveig Hoogesteijn
- Mater amatísima – rendező: José Antonio Salgot
- Oggetti smarriti – rendező: Giuseppe Bertolucci
- Opname (Kivizsgálásra) – rendező: Erik van Zuylen és Marja Kok
- Ordnung – rendező: Sohrab Shahid Saless
- Pełnia – rendező: Andrzej Kondratiuk
- Prostitute (A prostituált) – rendező: Tony Garnett
- Radio On – rendező: Christopher Petit
- Sonntagskinder – rendező: Michael Verhoeven
- The Blood of Hussain (Husszein vére) – rendező: Jamil Dehlavi
- Union City – rendező: Marcus Reichert
- Vasárnapi szülők – rendező: Rózsa János

#### Rövidfilmek
- Noticiero incine – rendező: Frank Pineda és Ramiro Lacayo
- Ovcsarszko (A pásztor) – rendező: Hriszto Kovacsev
- Vietnam, voyage dans le temps – rendező: Edgar Telles Riberio

## Díjak

### Nagyjátékfilmek
- Arany Pálma (megosztva):
  - All That Jazz (Mindhalálig zene)[4] – rendező: Bob Fosse
  - Kagemusa (Az árnyéklovas) – rendező: Kuroszava Akira
- A zsűri külön nagydíja: Mon oncle d'Amérique (Amerikai nagybácsim) – rendező: Alain Resnais
- Legjobb női alakítás díja: Anouk Aimée – Salto nel vuoto (Ugrás a semmibe)
- Legjobb férfi alakítás díja: Michel Piccoli – Salto nel vuoto (Ugrás a semmibe)
- A Nemzetközi Filmfesztivál forgatókönyv és párbeszédek díja: La terrazza (A terasz) – forgatókönyvíró: Agenore Incrocci, Furio Scarpelli és  Ettore Scola
- A zsűri díja: Constans (Konstans) – rendező: Krzysztof Zanussi
- Legjobb női mellékszereplő díja:
  - Carla Gravina – La terrazza (A terasz)
  - Milena Dravić – Poseban tretman (Különleges terápia)
- Legjobb férfi mellékszereplő díja: Jack Thompson – 'Breaker' Morant („Betörő” Morant)

### Rövidfilmek
- Arany Pálma (rövidfilm): Seaside Woman – rendező: Oscar Grillo
- A zsűri díja (rövidfilm):
  - Krychle – rendező: Zdenek Smetana
  - The Performer – rendező: Norma Bailey

### Arany Kamera
- Arany Kamera: Histoire d’Adrien – rendező: Jean-Pierre Denis

### Egyéb díjak
- FIPRESCI-díj: Mon oncle d'Amérique (Amerikai nagybácsim) – rendező: Alain Resnais
- FIPRESCI külön dicsérete: Gaijin - Os Caminhos da Liberdade – rendező: Jamaszaki Tizuka
- Technikai-művészi Vulcain-díj: Le risque de vivre – rendező: Gérald Calderon
- Ökumenikus zsűri díja: Constans (Konstans) – rendező: Krzysztof Zanussi
- Ökumenikus zsűri külön dicsérete: Stalker (Sztalker) – rendező: Andrej Tarkovszkij